# FC Fribourg
El FC Fribourg es un equipo de fútbol de Suiza que juega en la 1. Liga, la cuarta división de fútbol en el país.

## Historia
Fue fundado el 21 de octubre de 1900 en la ciudad de Fribourg con el nombre FC Technicum por un grupo de nueve estudiantes que tomando cerveza decidieron crear al club, la mayoría de ellos eran estudiantes ingleses. El club se afilia a la Asociación Suiza de Fútbol el 25 de septiembre de 1904 y el 12 de noviembre del mismo año pasan a llamarse Stella FC.
El club debuta en la Nationalliga B, segunda división nacional y en 1909 juega por primera vez ante un equipo extranjero, el Milan FCC de Italia. Ese mismo año logra el ascenso a la Superliga Suiza donde en su primer año termina en segundo lugar de la zona oeste. Al año siguiente el club descendería de categoría al terminar en último lugar con solo cuatro puntos en 12 partidos.
De 1914 a 1916 el club no tomaría parte en los torneos nacionales y el 22 de julio de 1917 pasa a llamarse FC Fribourg. En 1929 retorna a la Superliga Suiza donde termina en octavo lugar de la zona oeste entre nueve equipos, y descendería en la temporada siguiente.
Los mejores años del club serían los años 1950, donde retornaría a la Superliga Suiza en 1952, permaneciendo en esta ocasión cuatro temporadas, llegaría a la final de la Copa de Suiza en 1954 perdiendo la final contra el FC La Chaux-de-Fonds 0-2. En 1960 haría un regreso temporal a la Superliga Suiza para descender tras dos temporadas, repitiendo la misma historia entre 1969 y 1971, pasando a ser un equipo yo-yo durante los años 1970 hasta su última aparición en la primera división nacional en la temporada 1972/73 donde terminó en el lugar 13 entre 14 equipos.

## Palmarés
- Nationalliga B: 1

1951/52